# Dana Dawson
Dana Dawson (Nova Iorque, 7 de agosto de 1974 – Nova Iorque, 10 de agosto de 2010) foi uma atriz e cantora estadunidense.

## Carreira
Dawson fez sua estreia artística aos 7 anos na turnê nacional de Annie. Ela foi a substituta da personagem Mimi na turnê nacional de Rent em 2000 e se juntou ao elenco da Broadway em 2001.
Estreou como cantora em 1988, quando lançou seu primeiro single, "Ready To Follow You", aos 14 anos. Em 1991, lançou seu álbum de estreia, Paris New York And Me, que teve a colaboração de produtores franceses. Ele incluiu o single "Ready To Follow You" e mais outros quatro, entre eles "Romantic World" e "Tell Me Bonita", que fizeram um grande sucesso na França no começo dos anos 90.
Em 1993, Dawnson entrou em hiatus por dois anos e, ao voltar, assinou com a EMI e passou a focar o sucesso no Reino Unido. Assim, seu segundo álbum, Black Butterfly, foi lançado em outubro de 1995 e incluiu três singles: "3 Is Family", "Got to Give Me Love" e "Show Me", que estiveram presentes na UK Singles Chart. Em 1996, ela lançou o single "How I Wanna Be Loved", que mais tarde foi incluído na re-edição do álbum Black Butterfly.
In 1997, Dawson colaborou com o single "More, More, More" de Dolce & Gabbana, uma versão cover do sucesso de  Andrea True Connection. Em 2001, ela esteve presente na trilha sonora da série de televisão do Disney Channel Lizzie McGuire com a canção "Have a Nice Life", que foi lançada como um single na França. As músicas de Dawson também estiveram presentes em outros álbuns, como o Music of the Twentieth Century: 1980–1999 da EMI e  Best Dance Album 1995 da Virgin; ela também colaborou no álbum gospel de Michael W. Smith de 1989 I 2 Eye.

## Vida pessoal
Dawson se casou em Nova Iorque com o artista de jazz e músico Jason Curry no dia 7 de julho de 2007 em Hamilton, Bermudas. Ela faleceu em 10 de agosto de 2010 devido a um câncer colorretal contra o qual lutava há 10 meses.

## Discografia

### Álbuns
| Ano  | Detalhes do álbum                                                                          | Melhor posição | Melhor posição | Melhor posição | Certificado |
| Ano  | Detalhes do álbum                                                                          | NOR            | AUS            | US             | Certificado |
| ---- | ------------------------------------------------------------------------------------------ | -------------- | -------------- | -------------- | ----------- |
| 1991 | Paris New York And Me - Primeiro álbum de estúdio - Lançamento: 1991 - Gravadora: Columbia | —              | —              | —              | - FR: Ouro  |
| 1996 | Black Butterfly - Segundo álbum de estúdio - Lançamento: 1996 - Gravadora: EMI             | —              | —              | —              | —           |

### Singles
| Ano                                                          | Single                                 | Melhor posição | Melhor posição | Melhor posição | Melhor posição | Melhor posição | Álbum                  |
| Ano                                                          | Single                                 | FRA            | BEL (FLA)      | GER            | SWE            | UK             | Álbum                  |
| ------------------------------------------------------------ | -------------------------------------- | -------------- | -------------- | -------------- | -------------- | -------------- | ---------------------- |
| 1988                                                         | "Ready To Follow You"                  | 15             | 33             | —              | —              | —              | —                      |
| 1990                                                         | "Romantic World"                       | 4              | 33             | —              | 33             | —              | Paris, New York and Me |
| 1991                                                         | "Tell Me Bonita"                       | 4              | —              | —              | —              | —              | Paris, New York and Me |
| 1991                                                         | "Open Hearts"                          | 24             | —              | —              | —              | —              | Paris, New York and Me |
| 1992                                                         | "Moving On"                            | —              | —              | —              | —              | —              | Paris, New York and Me |
| 1995                                                         | "3 Is Family"                          | —              | —              | 59             | —              | 9              | Black Butterfly        |
| 1995                                                         | "Got To Give Me Love"                  | —              | —              | —              | —              | 27             | Black Butterfly        |
| 1996                                                         | "Show Me"                              | —              | —              | —              | —              | 28             | Black Butterfly        |
| 1996                                                         | "How I Wanna Be Loved"                 | —              | —              | —              | —              | 42             | Black Butterfly        |
| 1997                                                         | "More More More" (por Dolce & Gabbana) | —              | —              | —              | —              | —              | —                      |
| 2001                                                         | "Nice Life" (apenas na França)         | —              | —              | —              | —              | —              | —                      |
| "—" significa que não apareceu na parada ou não foi lançado. |                                        |                |                |                |                |                |                        |